# Sobrecota
A sobrecota, também conhecida por outros nomes tais como laude, loudel, ou em sua versão mais conhecida laudel, era um item não exatamente de armadura, mas que compunha parte importante do conjunto.
A sobrecota, como se deduz do próprio nome, era utilizada sobre todo o conjunto de armadura, no corpo; era de comprimento longo, em tecido, destituída de mangas, e dotada de uma fenda de abertura na frente a partir da parte do meio do corpo. Era, em geral, veste de homens nobres ou pertencentes a alguma casa, posto que se tornou costume dos nobres usar no laudel os seus emblemas ou brasão, gravados em tintura ou bordado.
Os lauréis tiveram algumas variações conhecidas, tais como os gambais e as jorneias.